# Нагибин, Юрий Маркович
Ю́рий Ма́ркович Наги́бин (3 апреля 1920, Москва — 17 июня 1994, пос. Советский Писатель, Московская область) — советский и российский писатель, журналист и прозаик, сценарист, автор мемуаров.

## Биография
По словам матери Юрия, его биологический отец, Кирилл Александрович Нагибин, погиб в 1920 году. Он был дворянином, и его расстреляли как участника белогвардейского восстания в Курской губернии (по словам самого писателя, был расстрелян на реке Красивая Меча в 1920 году «за сочувствие мужикам»). Родившегося в Москве 3 апреля 1920 года сына мать Ксения Алексеевна Каневская воспитывала вместе с Марком Яковлевичем Левенталем, которому, как писал Юрий Нагибин, «я обязан намного больше, чем случайно зачавшему меня „другу русских мужиков“». Будущий писатель получил отчество Маркович, и никто не узнал о его дворянском происхождении. Это позволило ему с отличием окончить школу и беспрепятственно поступить на сценарный факультет ВГИКа. Марка Левенталя в 1937 году сослали в Кохму Ивановской области, где он и умер в 1952 году.
В романе «Тьма в конце туннеля» Нагибин утверждает: «Я знал, что мать у меня русская, а отец еврей».
О Ксении Алексеевне, матери Нагибина, рассказывает в своих воспоминаниях «Четыре друга на фоне столетия», записанных писателем и журналистом Игорем Оболенским, близкий друг Юрия Марковича — Вера Прохорова: 

 Я хорошо знала его мать. Ксения Алексеевна красавица была невероятная — тонкие черты лица, золотые волосы. Она была жёстким человеком, довольно острым на язык. Юрку обожала. Хотя когда я спросила её, хотела ли она ребёнка, Ксения Алексеевна ответила: «Вы с ума сошли, Вера, я со всех шкафов прыгала, чтобы случился выкидыш. Но сын всё равно родился. Лишь когда мне его принесли покормить, я почувствовала к нему нежность».
В 1938 году мать Нагибина вышла замуж за писателя Якова Рыкачёва, который поощрял первые литературные опыты Юрия.
В 1930-х годах семья проживала в «Доме Печатника», ранее также известном как доходный дом Константинова, по адресу Армянский пер., д. 9/ Архангельский пер., д. 1/ Сверчков пер., д.1 (дом выходил сразу на три переулка), в районе Чистых Прудов в Москве. Юра учился в школе № 311 в Лобковском переулке (позднее — улица Макаренко). Воспоминаниям о своём довоенном детстве, друзьях и однокашниках, среди которых был целый ряд ставших позднее известными людей, в том числе Герой Советского Союза Евгения Руднева, Юрий Нагибин посвятил целый ряд произведений, таких как «Чистые пруды», «Школьный альбом», «Мой первый друг, мой друг бесценный». Особой строкой в творчестве и воспоминаниях писателя проходит образ его погибшего на войне лучшего друга Павлика, с которым он жил в одном доме и учился в одном классе. Имя друга получил и герой его фактически автобиографической повести с одноимённым названием «Павлик».
В 1938 году Юрий Нагибин окончил школу с отличием и поступил в Первый московский медицинский институт, но вскоре перевёлся на сценарный факультет ВГИКа, который не окончил из-за начавшейся войны.
В 1940 году опубликовал первый рассказ. Его дебют поддержали Юрий Олеша и Валентин Катаев. В 1940 году был принят в Союз писателей.
В начале войны институт эвакуировали в Алма-Ату, а Нагибин был призван в армию и осенью 1941 года отправлен на Волховский фронт в отдел политуправления. С января 1942 года — инструктор 7-го отдела Политуправления Волховского фронта, с июля 1942 года — старший инструктор 7-го отделения политотдела 60-й армии Воронежского фронта. В его фронтовые обязанности входили разбор вражеских документов, выпуск пропагандистских листовок, ведение радиопередач, адресованных войскам противника. После тяжёлой контузии в бою работал до конца войны специальным корреспондентом газеты «Труд». В 1943 году вышел первый сборник рассказов.
Работал в малой форме (рассказы, изредка повести), писал киносценарии, по которым снято более 40 фильмов.
В 1960-х годах читал лекции слушателям Высших сценарных курсов, входил в состав Художественного совета ВКСР.
В начале 1963 года перенёс первый инфаркт после проблем со сценарием фильма «Председатель».
Член редколлегии журналов «Знамя» (1955—1965), «Наш современник» (1966—1981). Член правления СП РСФСР с 1975 года, правления СП СССР с 1981 года. Заслуженный работник культуры ПНР.
В 1966 году поставил свою подпись под письмом в защиту А. Синявского и Ю. Даниэля.
В 1981 году перенёс второй инфаркт.
В 1993 году подписал «Письмо сорока двух».
В США читал лекции в 25 университетах. Последние годы Нагибин с женой жили в Италии.
Скончался 17 июня 1994 года в посёлке «Советский Писатель». Похоронен в Москве на Новодевичьем кладбище (участок 10).

## Семья
Отец — Кирилл Александрович Нагибин (умер в 1920), дворянин, расстрелян.
Отчим — Марк Яковлевич Левенталь (умер в 1952), репрессирован в 1937 году.
Отчим — Яков Рыкачев (1893—1976)
Мать — Ксения Алексеевна Каневская (1897—1975).
Юрий Нагибин официально был женат пять раз.
- Первая жена (с 1940 по 1942 год) — Мария Асмус (умерла 1999), падчерица философа В. Ф. Асмуса, профессора Литературного института.
- Вторая жена (с 1943 по 1948 год) — Валентина Ивановна Лихачёва, дочь И. А. Лихачёва, директора автозавода имени Сталина, министра автомобильной промышленности.
- Третья жена — Елена К. Черноусова, племянница П. И. Старковского[14]. В это время в жизни Нагибина появилась артистка эстрады Ада В. Паратова, которую он называл своей женой.
- Четвёртая жена (с 1960 по 1968 год) — Белла Ахмадулина, с которой, по свидетельствам самого писателя в его опубликованном «Дневнике» и мемуарах Василия Аксёнова «Таинственная страсть», Нагибин расстался из-за смелых сексуальных экспериментов поэтессы[15][16][17].
- Пятая жена (с 1968 по 1994 год) — Алла Григорьевна Нагибина, ленинградская переводчица[18].

«Завтра в шестой раз сочетаюсь законным браком. Не отболел, не отвалился струп, а я снова лезу на рожон. Поистине каждый спасается, как может. Впервые я делаю это по собственному желанию, без всякого давления извне, с охотой, даже радостью и без всякой надежды на успех».

Юрий Нагибин, «Дневник», 1969 год
У Нагибина не было детей. Его жена Алла заявила в интервью: «Во всяком случае, я могла иметь от него детей. Но это случилось после вторжения советских войск в Чехословакию. И он мне сказал: „В этой стране я не хочу иметь детей“. Он очень серьёзно относился к продолжению рода. В этой стране он не видел будущего для детей».

## Творчество
«Он не просто писал о времени — он писал сквозь него. Его проза была не протестом, но пощёчиной. Не истерикой, но улыбкой. Он прожил жизнь, полную теней, но оставил после себя свет, которого хватит на всех, кто не боится читать между строк» (Алекс Герих).
Нагибин переживал о том, что ему приходится писать не то, что он думает на самом деле. Он оправдывался: «Я мог зарабатывать только пером. И на мне было три человека. Берут — хорошо, дают деньги. Я приезжаю домой — там радовались».
Нагибин выдумывал статьи и выдавал их за реальную жизнь: «Один раз продержался на том, что писал месяц для газеты о Сталинском избирательном округе (это было в 1950 году). А там у меня какие-то цыгане табором приходят голосовать за Сталина с песнями-плясками, а их не пускают. Они кричат, что хотят отдать свои голоса за любимого вождя… Грузинский лётчик-инвалид, сбитый в бою, приползает на обрубках… Редактор спрашивает: „Скажите, что-нибудь из этого всё-таки было?“. Я говорю: „Как вы считаете, могло быть?“. Он: „Но мы же могли сесть!“. Но не только не сели, а ещё и премиальные получили!»
Нагибин делил литературу на халтуру и искусство. Халтуру в своём «Дневнике» сравнивал с водкой: «Халтура заменила для меня водку. Она почти столь же успешно хотя и с большим вредом позволяет отделаться от себя. Если бы родные это поняли, они должны были бы повести такую же самоотверженную борьбу с моим пребыванием за письменным столом, как прежде с моим пребыванием за бутылкой. Ведь и то, и другое — разрушение личности. Только халтура — более убийственное».

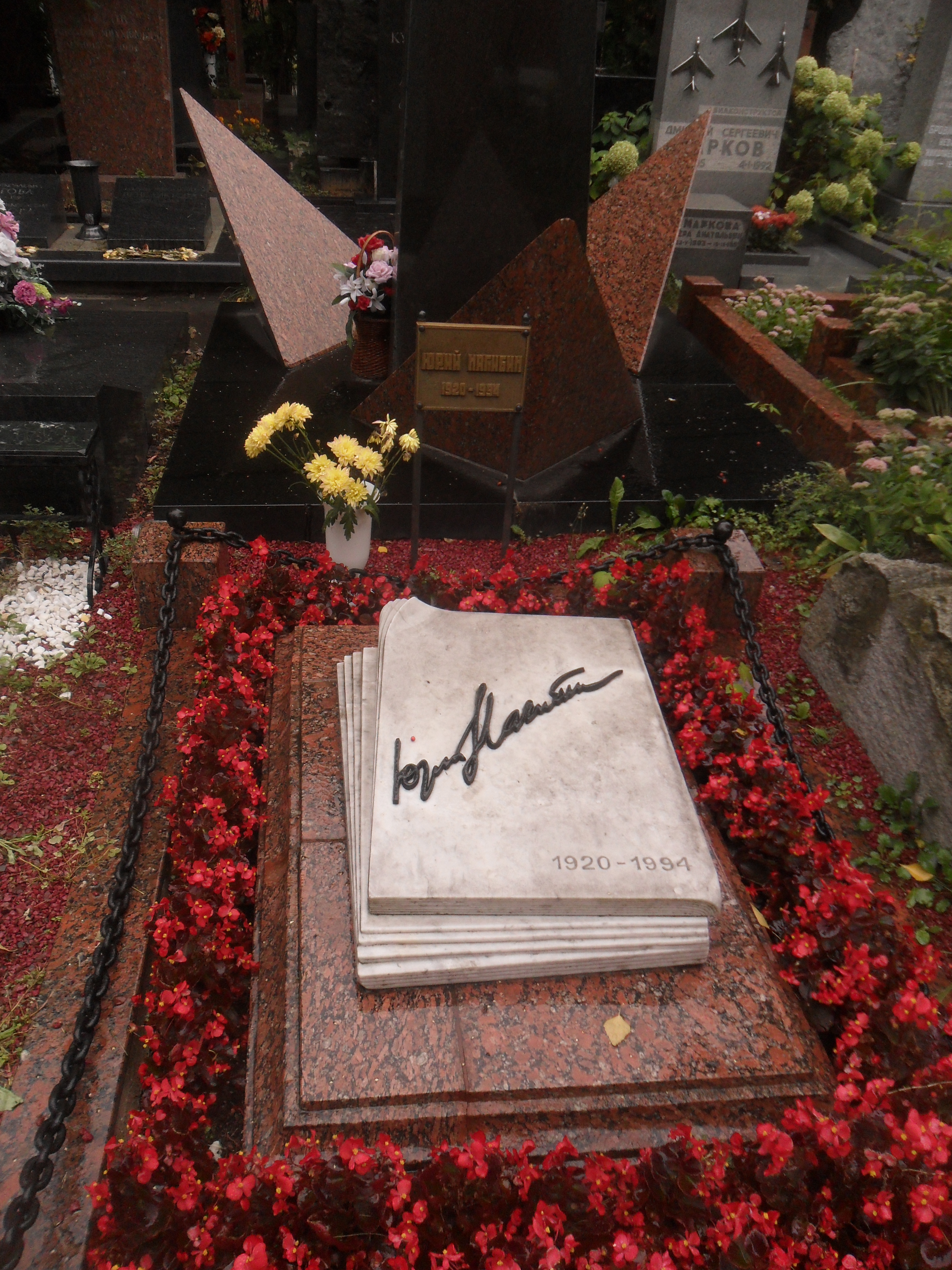
Могила Нагибина на Новодевичьем кладбище Москвы.

Халтурой Нагибин называл литературную подёнщину советских писателей, сочинение газетных статей, — сначала посвящённых вождю, а позже восхваляющих социалистический строй, — и сценариев к советским кинофильмам. В то же время он осознавал другую сторону своей деятельности: «стоит подумать, что бездарно, холодно, дрянно исписанные листки могут превратиться в чудесный кусок кожи на каучуке, так красиво облегающий ногу, или в кусок отличнейшей шерсти, в котором невольно начинаешь себя уважать, или в какую-нибудь другую вещь из мягкой, тёплой, матовой, блестящей, хрусткой, нежной или грубой материи, тогда перестают быть противными измаранные чернилами листки, хочется марать много, много».
Личной исповедью назвал Нагибин свой роман «Тьма в конце туннеля». «Народ, считавшийся интернационалистом, обернулся черносотенцем-охотнорядцем. Провозгласив демократию, он всем существом своим потянулся к фашизму. Получив свободу, он спит и видит задушить ее хилые ростки: независимую прессу и другие средства информации, шумную музыку молодежи, отказ от тошнотворных сексуальных табу. Телевидение завалено требованиями: прекратить, запретить, не пускать, посадить, расстрелять — рок-певцов, художников-концептуалистов, композиторов авангарда, поэтов-заумщиков, всех, кто не соответствует нормам старого, доброго соцреализма».
Нагибин, по оценке Андрона Кончаловского, был талантливейшим писателем, журналистом и сценаристом, но ему дорого пришлось заплатить за тёплое место под солнцем в советской системе. Единственной отдушиной для Нагибина стал его «Дневник», который впоследствии оказался самым лучшим и самым откровенным произведением писателя.

Нагибин очень ответственно относился к писательскому творчеству, он до конца продумывал свои рассказы и фиксировал их в планах, прежде чем написать. Затем они претерпевали лишь стилистическую правку. Он пишет эпизоды, не судьбы, выявляя существенное в незначительном и повседневном. Благодаря этому, а также любви писателя к среднерусским лесам и болотам Мещерского края его проза обнаруживает родство с прозой Константина Паустовского. Но тот воспринимал природу как любитель пеших прогулок, а Нагибин — как охотник (напр., «Когда утки в поре», 1963). По содержанию рассказы Нагибина очень разнообразны, хотя преобладают у него темы войны, природы, любви; он показывал людей всех слоёв общества, занятий и возрастных групп, часто и детей. Объединяет все его произведения то, что центральное место в них занимают человеческие отношения, вера в доброе в человеке, удачные психологические мотивировки и безупречность писателя в вопросах совести, чести, долга. Основной темой своего творчества Нагибин назвал однажды «пробуждение человека», а значит, узнавание заново своего окружения, более осознанное, положительное отношение к другому, а через это — к самому себе.
— Вольфганг Казак

### Произведения
- Человек с фронта. — М.: Советский писатель, 1943
- Большое сердце. — М.: Советский писатель, 1944
- Гвардейцы на Днепре. — М.: Молодая гвардия, 1944
- Две силы. — М.: Молодая гвардия, 1944
- Ценою жизни. — М., 1944
- Дважды рождённый. — М., 1945
- Слава Николая Чистова. — М., 1945
- Зерно жизни. Сб. рассказов. — М.: Московский рабочий, 1948
- Государственное дело. — М., 1950
- Господствующая высота. — М.: Советский писатель, 1951
- Партийное поручение. — М.: Воениздат, 1951
- Всегда в строю. — М.: Воениздат, 1953
- Рассказы. — М.: Молодая гвардия, 1953
- Трубка. — М.: Правда, 1953
- Рассказы о войне. — М.: Воениздат, 1954
- Зимний дуб. Рассказы. — М.: Молодая гвардия, 1955
- Рассказы. — М.: Советский писатель, 1955
- Ночной гость. (1955) Рассказ. Снят одноимённый кинофильм (1958)
- Скалистый порог. — М.: Правда, 1955; М.: Молодая гвардия, 1958
- Мальчики. — М.: Детгиз, 1955, 1956
- На озёрах. — М.: Правда, 1957
- Рассказы. — М.: Гослитиздат, 1957
- На озере Великом. — М.: Детгиз, 1958
- Бой за высоту. — М.: Советская Россия, 1958, 1959
- Человек и дорога. — М.: Советский писатель, 1958
- Трудное счастье. — М.: Детгиз, 1956, 1958
- Великое посольство. — М.: Детгиз, 1959. (в соавторстве с Я. Рыкачёвым)
- Последний штурм. — М.: Воениздат, 1959
- Павлик. — М.: Воениздат, 1960
- Перед праздником. — М.: Молодая гвардия, 1960
- Друзья мои, люди. — М.: Советская Россия, 1961
- Ранней весной. — М.: Гослитиздат, 1961
- Чистые пруды. — М.: Московский рабочий, 1962. По мотивам рассказа снят фильм «Чистые пруды» (1965).
- Погоня. Мещерские были. — М., 1963
- На тихом озере. — М.: ИХЛ, 1963; М.: Советская Россия, 1966
- Страницы жизни Трубникова. — М.: Советская Россия, 1963. Экранизация — «Председатель».
- Далеко от войны. — М.: Советская Россия, 1964 Повесть (по мотивам повести снят фильм «Жди меня, Анна»)
- Размышления о рассказе. — М.: Советская Россия, 1964
- Эхо. — М.: Правда, 1964. По мотивам рассказа снят фильм.
- Далёкое и близкое. — М.: Советский писатель, 1965
- Трудный путь (Председатель). — М.: Искусство, 1965
- Зелёная птица с красной головой. — М.: Московский рабочий, 1966
- Ночной гость. — М.: Физкультура и спорт, 1966. По мотивам рассказа снят одноимённый фильм.
- Срочно требуются седые человеческие волосы. (1968). По мотивам рассказа снят фильм «Поздняя встреча» (1979)
- Не дай ему погибнуть. — М.: Молодая гвардия, 1968
- Чужое сердце. — М.: Молодая гвардия, 1969
- Заброшенная дорога. — М.: Правда, 1970
- Перекур. — М.: Советская Россия, 1970
- Директор. Киносценарий фильма. — М.: Искусство, 1970
- Переулки моего детства. Сборник рассказов. — М.: Современник,1971
- Непобедимый Арсенов. — М.: Физкультура и спорт, 1972
- Моя Африка. — М.: Наука, 1973
- Ты будешь жить. — М.: Современник, 1974
- Берендеев лес. — М.: Советский писатель, 1978. По мотивам рассказа снят фильм «Портрет жены художника» (1981)
- В апрельском лесу. — М.: Воениздат, 1974
- Эхо. — М.: Детская литература, 1975
- Где-то возле консерватории. — М.: Правда, 1975
- Пик удачи. Повесть. — М.: Советская Россия,1975.
- Маленькие рассказы о большой судьбе. — М.: Советская Россия, 1976
- Комаров. — М., 1977
- Литературные раздумья. — М., 1977
- Остров любви. — М.: Молодая гвардия, 1977
- Ливень. — Кишинев, 1979
- Замолчавшая весна. — М.: Правда, 1979
- Заброшенная дорога. — М.: Современник,1979
- Царскосельское утро. — М.: Известия, 1979; М.: Советский писатель, 1983
- Один на один. — М., 1980 (Роман-газета).
- Киносценарии. — М.: Искусство, 1980
- Мягкая посадка. Повесть. (1980)
- Наука дальних странствий. — М.: Молодая гвардия, 1982
- Дорожное происшествие. — М., 1983 (Роман-газета).
- Не чужое ремесло. — М.: Современник, 1983
- Дворы, переулки и весь мир. — М.: Детская литература, 1984
- Перекур. — М.: Современник, 1984
- Река Гераклита. — М.: Современник, 1984
- Московская книга. — М.: Московский рабочий, 1985.
- Посланец таинственной страны. — М.: Правда, 1985
- Остров любви. — Кишинёв, 1985
- Зимний дуб. — Иркутск, 1986
- Лунный свет. — Минск, 1986
- Музыканты. — М.: Современник,1986
- Москва… Как много в этом звуке. — М.: Советская Россия, 1987
- Время жить. — М.: Современник, 1987
- Поездка на острова. — М.: Молодая гвардия, 1987
- Терпение. — М.: Известия, 1987 (публикация). По мотивам рассказа снят фильм «Время отдыха с субботы до понедельника» (1984)
- В дождь. — М.: Правда, 1988
- Испытание. — М.: Физкультура и спорт, 1988
- Сильнее всех иных велений. — М., 1988 (Роман-газета).
- Человек с фронта. — М.: ДОСААФ, 1988
- Рассказы о Гагарине. — М.: Детская литература, 1978, 1979, 1988
- Вдали музыка и огни. — М.: Современник, 1989
- Встань и иди. Сборник. рассказов. — М.: Художественная литература, 1989
- Срочная командировка, или Дорогая Маргарет Тэтчер… Повесть. — М.: Киноцентр, 1989; М.: ,1991
- Ильин день. — М.: Современник, 1990
- Пророк будет сожжён. — М.: Книга, 1990
- Недоделанный. Рассказ. Первая публикация // Журнал «Андрей». — 1991
- Любовь вождей. Сборник рассказов. — М.: ПИК, 1991
- Гардемарины, вперёд! — М., 1992; Тверь, 1992. Сценарий в соавторстве с Н. Соротокиной и С. Дружининой.
- Старая черепаха. — М.: Малыш, 1992
- Комаров. — М.: Киноцентр, 1993
- Перевертень. Рассказ. Уникальная авторская редакция и предисловие. Написан по заказу редактора эксклюзивно для Журнала «Андрей», 1994
- Тьма в конце тоннеля. — М.: ПИК, 1994
- Моя золотая тёща. Автобиографическая повесть. — М.: ПИК, 1994
- Бунташный остров. Повесть. — М.: Московский рабочий, 1994.
- Дафнис и Хлоя эпохи культа личности, волюнтаризма и застоя. Роман. — М.: ПИК, 1995
- Дневник. Книга. Первое издание Юрия Кувалдина. 1995

### Критика
- Локшин А.А. Об одной литературной мистификации https://club.berkovich-zametki.com/?p=23626
- Штут С. Рассказ в строю. (1952)
- Тарасенков А. Мнимые конфликты и правда жизни. (1953)
- Атаров Н. Человек из глубины пейзажа. (1972)
- Фоменко Л. Побеждает художник. (1973)
- Герасимова Л. Сегодняшнее и вечное. (1978)
- Богатко И. А. Ю. Нагибин: Литературный портрет. (1980)
- Сахаров В. Мелодия прозы. (1980)
- Кардин В. «По существу ли эти споры?» (1983)
- Золотусский И. Возвышающее слово. (1988)
- Иванова Т. Практик литературы. (1988)
- Холопова В. Ф. Парадокс Любви: Новелистика Ю. Нагибина. (1990)
- Лавров В. «С отвращением читая жизнь мою…» (1995)
- Солженицын А. И. Двоенье Юрия Нагибина. (2003)[24]

## Киносценарии
- 1955 — Гость с Кубани
- 1958 — Ночной гость
- 1958 — Под стук колёс
- 1958 — Трудное счастье
- 1960 — Победитель (короткометражный)
- 1961 — Братья Комаровы¹
- 1961 — Личное первенство (короткометражный)
- 1963 — Молодожён (короткометражный)
- 1963 — Самый медленный поезд
- 1963 — Цветные сны (фильм, 1963) (короткометражный)
- 1963 — Зимний дуб (фильм, 1963)
- 1964 — Председатель
- 1964 — Девочка и эхо
- 1964 — Пока фронт в обороне
- 1965 — Погоня
- 1967 — Бабье царство
- 1968 — Времена года (киноальманах) (новеллы «Дети лепят из снега» и «Четвёртый папа»)
- 1969 — Директор
- 1969 — Чайковский
- 1969 — Красная палатка
- 1969 — Голубой лёд
- 1969 — Жди меня, Анна
- 1971 — Пристань на том берегу
- 1974 — Под каменным небом
- 1975 — Дерсу Узала
- 1975 — Комаров² (анимационный)
- 1975 — Семья Ивановых
- 1975 — Ярослав Домбровский
- 1976 — Прозрение
- 1976 — Так начиналась легенда
- 1977 — Снимает Акира Куросава (документальный)
- 1978 — Поздняя встреча
- 1978 — Чужая
- 1984 — Загадка Кальмана
- 1985 — Детство Бемби
- 1986 — Юность Бемби
- 1987 — Гардемарины, вперёд!
- 1987 — Сильнее всех иных велений
- 1987 — Здравствуй, племя молодое (киноальманах) (новелла «Век мой, зверь мой…»)
- 1991 — Виват, гардемарины!
- 1992 — Гардемарины III

¹,² — первая и вторая экранизации рассказа «Комаров»

## Документалистика
- Юрий Нагибин. Берег трамвая.   Документальный фильм. Автор: Владимир Мелетин. ООО «Арт-Нуво студия» по заказу ВГТРК. 2010

## Образ в искусстве
Юрий Нагибин выведен в телесериале «Таинственная страсть» (2016) под именем Марка Аврелова.

## Фильмография о Нагибине
- 2008 - «Исторические хроники» 69-я серия. 1967 год — Юрий Нагибин (ведущий Н. Сванидзе)